# Сунский район
Су́нский райо́н — административно-территориальная единица (район) и муниципальное образование (муниципальный район) в центре Кировской области России.
Административный центр — посёлок городского типа Суна.

## География
Сунский район расположен в центральной зоне Кировской области на расстоянии 92 км от областного центра. Площадь территории — 1,2 тыс. км².
Основные реки — Суна, Ошеть.

## История
Сунской район с центром в селе Суна был образован постановлением ВЦИК РСФСР от 10 июля 1929 года в составе Нолинского округа Нижегородского края. В него вошли Сунская и часть Татауровской волости Нолинского уезда Вятской губернии. В районе было образовано 18 сельских Советов.
4 июня 1956 года к Сунскому району отошла часть упразднённого Татауровского района отошла. Решением Кировского облисполкома от 14 ноября 1959 года район как административно-территориальная единица был упразднен и его территория передана в Куменский район.
14 февраля 1968 года Указом Президиума Верховного Совета РСФСР Сунской район был восстановлен.
До 1976 года район назывался Сунско́й. После правительственной комиссии московское начальство посетовало на то, что люди вятские говорят неправильно, район стал Сунским.
С 1 января 2006 года согласно Закону Кировской области от 07.12.2004 № 284-ЗО на территории района образованы 9 муниципальных образований: 1 городское и 8 сельских поселений.
Законом Кировской области от 27 июля 2007 года № 151-ЗО Большевистское, Верхосунское и Муринское сельские поселения объединены в Большевистское сельское поселение с административным центром в посёлке Большевике; Кокуйское, Краснопольское, Нестинское и Плельское сельские поселения объединены в Кокуйское сельское поселение с административным центром в деревне Кокуй.

## Население
| 1939   | 1970    | 1979    | 1989    | 2002  | 2009  | 2010  | 2011  | 2012  |
| ------ | ------- | ------- | ------- | ----- | ----- | ----- | ----- | ----- |
| 35 776 | ↘12 725 | ↘10 532 | ↘10 271 | ↘8636 | ↘7609 | ↘6784 | ↘6758 | ↘6606 |
| 2013   | 2014    | 2015    | 2016    | 2017  | 2018  | 2019  | 2020  | 2021  |
| ↘6447  | ↘6279   | ↘6143   | ↘6049   | ↘5910 | ↘5797 | ↘5566 | ↘5466 | ↘5207 |

## Административное устройство
В Сунском районе 65 населённых пунктов в составе 1 городского и 3 сельских поселений:
| № | Городское и сельские поселения    | Административный центр | Количество населённых пунктов | Население | Площадь, км2 |
| - | --------------------------------- | ---------------------- | ----------------------------- | --------- | ------------ |
| 1 | Сунское городское поселение       | пгт Суна               | 2                             | 2294      |              |
| 2 | Большевистское сельское поселение | посёлок Большевик      | 30                            | 1250      |              |
| 3 | Кокуйское сельское поселение      | деревня Кокуй          | 25                            | 1214      |              |
| 4 | Курчумское сельское поселение     | село Курчум            | 8                             | 449       |              |

Населённые пункты
В сносках к названию населённого пункта указана административно-территориальная принадлежность

| Суна         | ↗1969 |
| Большевик    | 658   |
| Тоскуй       | ↘325  |
| Краснополье  | 394   |
| Кокуй        | 336   |
| Курчум       | 327   |
| Верхосунье   | 308   |
| Новый        | 293   |
| Плелое       | 234   |
| Нестино      | 180   |
| Мурино       | 168   |
| Гребёнки     | 144   |
| Жабриевская  | 141   |
| Большие Туры | 111   |
| Смыки        | 100   |
| Гари         | 99    |
| Светлаки     | 94    |
| Дворища      | 90    |
| Здерихино    | 69    |
| Горбуново    | 40    |
| Вахруши      | 39    |
| Опан         | 39    |

| Ляпки        | 34 |
| Перескоки    | 33 |
| Лебедка      | 32 |
| Киселиха     | 28 |
| Ямное        | 24 |
| Ошеть        | 21 |
| Окуневская   | 19 |
| Плешково     | 19 |
| Моденовская  | 12 |
| Сиковщина    | 12 |
| Кузнецы      | 7  |
| Станоговская | 6  |
| Бородули     | 5  |
| Спасская     | 5  |
| Темерево     | 5  |
| Копырята     | 4  |
| Истек        | 3  |
| Каширцы      | 3  |
| Рябовская    | 3  |
| Боталы       | 2  |
| Годневщина   | 2  |
| Могильник    | 2  |

| Шиврино    | 2 |
| Бабино     | 1 |
| Заимки     | 1 |
| Кокуй 1-й  | 1 |
| Кушкалово  | 1 |
| Перелаз    | 1 |
| Софроны    | 1 |
| Шатки      | 1 |
| Булдаки    | 0 |
| Быковская  | 0 |
| Верхорубы  | 0 |
| Горюнок    | 0 |
| Грамотушка | 0 |
| Камешница  | 0 |
| Малые Туры | 0 |
| Мокровская | 0 |
| Осиновица  | 0 |
| Роспиты    | 0 |
| Савиново   | 0 |
| Середыш    | 0 |
| Тараканы   | 0 |

### Сельхозпредприятия района
- СПК «Муринский», деревня Мурино (не существует на 17.08.2020 года)
- Сельхозкооператив «Плельский», село Плелое (зерновые, молоко, крупный рогатый скот).
- Колхоз «Большевик», посёлок Большевик (говядина, свинина, молоко, крупный рогатый скот).
- Совхоз «Сунский», посёлок Суна (молоко, крупный рогатый скот).
- Сельхозкооператив «Авангард» (банкрот имущество выставлено на продажу)
- ЗАО «Колхоз „Новый Путь“», посёлок Новый (не существует на 17.08.2020 года).
- Сельхозкооператив «Нива», село Верхосунье (не существует на 17.08.2020 года).
- Кооператив «Краснопольский», деревня Краснополье (молоко, крупный рогатый скот).
- Колхоз «Дружба», деревня Большие Туры (не существует на 17.08.2020 года).
- Производственный кооператив «Искра», деревня Дворища (не существует на 17.08.2020 года).
- Колхоз «Победа», деревня Смыки (не существует на 17.08.2020 года).
- КФХ «Курчумское», село Курчум (продано крупному агрохолдингу).
- Ува-молоко — комплекс по переработке молока, деревня Кокуй (банкрот).

## Председатели райисполкома
С 1929 по 1991 годы в райисполкоме председательствовали:
| Ф. И. О.                      | Время замещения должности    |
| ----------------------------- | ---------------------------- |
| Взвозский Павел Сергеевич     | июнь 1929 – август 1930      |
| Каменев Аркадий Николаевич    | август – октябрь 1930        |
| Киселев Семен Филиппович      | октябрь 1930 – февраль 1935  |
| Лучинин Данил Кириллович      | февраль 1935 – июнь 1936     |
| Ведерников Михаил Максимович  | июль 1936 – апрель 1943      |
| Ромин Андрей Иванович         | июнь 1943 – октябрь 1946     |
| Рыболовлев Иван Егорович      | октябрь 1946 – июль 1950     |
| Жорин Иван Федорович          | июль 1950 – февраль 1953     |
| Смольников Назар Гаврилович   | март 1953 – декабрь 1954     |
| Костылев Иван Михайлович      | декабрь 1954 – июль1956      |
| Байбородов Петр Иванович      | июль 1956 – апрель 1959      |
| Вылегжанин Василий Игнатьевич | апрель – ноябрь 1959         |
| Сунцова Алла Алексеевна       | февраль 1968 – сентябрь 1978 |
| Сычев Петр Корнилович         | сентябрь 1978 – июнь 1987    |
| Бескровный Анатолий Иванович  | июль 1987 – май 1990         |
| Михеев Анатолий Михайлович    | май 1990 – декабрь 1991      |

## Религия
- с. Верхосунье, Богородицкая церковь, (идет медленное восстановление)
- с. Курчум, Екатерининская церковь, (идет восстановление)
- с. Нестино, Успенская церковь, (медленно разрушается)
- с. Ошеть, Спасская церковь, (медленно разрушается)
- пгт Суна, Вознесенская церковь. (в здании работает маслодельный завод принадлежащий СПК «Большевик»)

## Пресса
Газета «Родной край — Суна».

## Образование
- Средние школа № 2, (пгт. Суна) (Средняя школа № 1 закрыта на 2020 год)
- Средние школы в с. Верхосунье, (с филиалами в с. Курчуме, с. Плелом,) (школа в д. Мурино закрыта в 2017 году)
- Основные общеобразовательные школы в д. Краснополье и с. Нестино (закрыты на 2020 год)
- Школа искусств (пгт. Суна) (оптимизирована)

## Символы
Флаг и герб представляют собой гриб рыжик. Рыжик — символ Сунского района. Каждый год проходит праздник день рыжика.

## Знаменитые люди
- Васнецовы

Старинная вятская династия, давшая Вятскому краю России священников, художников, ученых, учителей, общественных деятелей. Среди основателей села Ошети упоминается Д. И. Васнецов — основатель вятского рода Васнецовых, дьячок Спасской церкви. Родился в 1661 году в городе Хлынове, около 1690 года переведен для службы в село Ошеть, где прожил всю жизнь. У него было пять сыновей. Васнецовы прожили в Ошети около 250 лет. Представителями рода была перестроена и расширена каменная Спасская церковь, являющаяся памятником архитектуры. В село Курчум в 1749 году приехал служить А. И. Васнецов — основатель ветви, давшей прекрасного детского художника-сказочника, народного художника России, лауреата Государственной премии Ю. А. Васнецова. А. И. Васнецов всю жизнь прожил в этом селе, служа при Екатерининской церкви. Отец художника Ю. А. Васнецова, Алексей Михайлович, родился в селе Ошети в 1867 году, в семье священника М. Г. Васнецова. Михаил Васильевич Васнецов, отец знаменитых художников Виктора и Аполлинария, с трёх лет, с 1827 года, жил в селе Курчуме, где провел детские и юношеские годы в доме деда А. Г. Вечтомова, поэтому всю жизнь считал Курчум своей родиной. Там же родилась и прожила свою жизнь бабушка братьев-художников О. А. Вечтомова-Васнецова. Сюда каждое лето приезжали к бабушке Виктор и Аполлинарий.
В 1992 году была принята программа возрождения исторических мест «Вятское Васнецовское кольцо». В числе других должны быть реставрированы Воскресенская церковь в пгт. Суне, Спасская церковь в с. Ошети, Екатерининская церковь в с. Курчуме, Успенская церковь в с. Нестине, но из-за недостатка средств, а затем из-за невозможности использования бюджетных средств на религиозные цели, программа осталась не выполнена.
- Ардышев, Павел Иванович (1923, д. Веретенники Туровского сельского округа) — Герой Советского Союза
- Лопатин, Борис Васильевич — (р. село Верхосунье) — Герой Советского Союза, жил в Куменах и Верхосунье, где установлены мемориальные доски. В селе Верхосунье ежегодно проводятся районные лыжные соревнования на приз Б. Лопатина.
- Князев, Николай Иванович (р. д. Большие Сушники) — Герой Советского Союза
- Галицкий, Александр Васильевич (1863, село Суна Нолинского уезда) — врач, шахматист. В память о знаменитом земляке в Суне ежегодно проводятся межрайонные шахматные турниры.
- Кашин, Юрий Иванович — учёный с мировым именем, специалист в области экономики и финансов.
- Кропотин, Николай Алексеевич — (р. 1897, с. Суна) — советский военачальник, генерал-майор.
- Обжерин Алексей Александрович (1919, деревня Грамотушка Дворищенской волости Нолинского уезда) — ветеран войны и труда, почётный колхозник, бывший председатель колхоза «Большевик» Сунского района. Кавалер двух орденов Ленина, орденов Октябрьской революции, Трудового Красного Знамени, Отечественной войны I степени. Именем А. А. Обжерина названа одна из улиц посёлка Большевика.
- Слободчиков, Аркадий Михайлович

Химик, педагог, кандидат химических наук, профессор, член-корреспондент Академии педагогических и социальных наук. Родился 13 июня 1941 года в деревне Галки Сунского района. После окончания Кировского педагогического института работал учителем Поломской школы Кирово-Чепецкого района. С 1964 года работает в Вятском государственном педагогическом университете, заведующим кафедрой химии, Деканом естественно-географического факультета, был ректором университета с 1988 года по 1999 год.
- Пермяков Павел Михайлович

Ветеран педагогического труда, самобытный художник. Родился в 1923 году в крестьянской семье в д. Никитинцы Курчумского сельского округа. Учился в Курчумской школе, работал в колхозе «Труженик». В первые годы Великой Отечественной войны служил на Урале в железнодорожных войсках, в 1943 вернулся на родину инвалидом труда второй группы. Два года работал председателем колхоза «Труженик». Окончил два факультета Всесоюзного заочного Московского университета искусств: рисунка живописи и декоративно-оформительский. С 1954 года живёт в с. Татаурове Нолинского района. Более 30 лет работал учителем рисования Татауровской средней школы. Более полувека занимается живописью, проведены десятки выставок с его участием в Татаурове, Нолинске, Кирове. Создал более 300 произведений. На чердаке своего дома создал картинную галерею для 150 картин. Воспевает родную природу, её неповторимость, пишет портреты, увлекается иконописью. О нём снят телефильм. Его картины «Родные места», «Хлеб», «Село Курчум», «Ко дню Победы» и другие были представлены на выставке в Суне в 1988 году на дне посёлка.
- Бабошин, Герман Павлович

Спортсмен, мастер спорта СССР, заслуженный тренер России.
- Братухин, Иван Павлович

Конструктор, учёный в области вертолетостроения, профессор, доктор технических наук, заслуженный деятель науки и техники России, лауреат Государственной премии СССР.
- Загайнов, Герман Иванович

Учёный в области аэродинамики, лауреат государственной премии, доктор технических наук, профессор, член Российской академии космонавтики, генеральный директор ассоциации государственных научных центров России, зав. кафедрой механики и полета Московского физико-технического института.
- Попыванова (Гырдымова) Анна Федоровна

Мастерица дымковской игрушки, член Союза художников России.
- Семенищев Николай Поликарпович

Писатель, самобытный художник и график, ветеран педагогического труда.